# El "mito de Hitler": imagen y realidad en el Tercer Reich
El "Mito de Hitler": imagen y realidad en el Tercer Reich es un libro del historiador británico Ian Kershaw que se publicó por primera vez en 1987.

## Descripción general
En el libro, Kershaw explora un concepto que él llama el "Mito de Hitler" que describe dos puntos clave en la ideología nazi que representan a Adolf Hitler como una figura demagoga y como un poderoso defensor. En el aspecto demagogo, Hitler se presenta como una figura que encarna y da forma al pueblo alemán, dándole un mandato para gobernar. Como defensor, se le representa defendiendo a Alemania contra sus enemigos y corrigiendo el desequilibrio impuesto por el Tratado de Versalles. Estos fueron elementos esenciales de la propaganda nazi de la época y ayudaron a "tapar" las primeras grietas en la fachada del régimen nazi, aunque de ninguna manera disiparon todas las tensiones en Alemania en ese momento.
El mito de Hitler como el salvador de Alemania de las conspiraciones dirigidas contra ella por la Unión Soviética y Occidente, especialmente Francia, fue una herramienta extremadamente poderosa para unir al pueblo alemán en lealtad y sumisión. El pueblo alemán quedó amargado por la ineficaz e inestable política de partidos de la República de Weimar (Weimar]) Alemania, que no había logrado rescatar a su pueblo de la humillación administrada por Europa al final de la Primera Guerra Mundial.

Así, como afirma Kershaw, 
 "Hitler representaba al menos algunas de las cosas que el pueblo alemán admiraba, y para muchos se había convertido en el símbolo y encarnación del renacimiento nacional que, en muchos aspectos, se consideraba que lograba el Tercer Reich. " 
 El mito recibió mucha credibilidad gracias a los enormes éxitos de Hitler en la regeneración de la economía de Alemania durante unos pocos años, recuperándola de lo que parecían circunstancias irredimibles. En 1932, un año antes del ascenso de Hitler al poder, el desempleo había sido de más de cinco millones y medio, pero en 1938 Alemania estaba produciendo a niveles récord, y el desempleo estaba por debajo de 200.000 y los salarios reales aumentaron por primera vez. tiempo desde el autoritarismo.
El año 1938 vio un aumento en la popularidad de Hitler, que se redujo drásticamente con el estallido de la Segunda Guerra Mundial. Solo las victorias en Occidente durante 1940 la revivieron, e incluso entonces la campaña contra la Unión Soviética llevó a una caída dramática en la popularidad de Hitler. Según Albert Speer, alrededor de 1939 el mito de Hitler estaba amenazado, y los funcionarios tenían que organizar multitudes de vítores, presentando un marcado contraste con las multitudes espontáneas de Hitler en las que antes podía haber confiado sin preocupaciones.
En su libro El último tren de Berlín, Howard K. Smith escribió:
 "Estaba convencido de que de todos los millones sobre los que se había fijado el mito de Hitler, Si, el más entusiasmado fue el propio Adolf Hitler." 

## Recepción
El libro fue reseñado en The English Historical Review,  European History Quarterly , y  Journal of European Studies .